# Cenotafio de Baudelaire
El Cenotafio de Baudelaire  (en francés: Cénotaphe de Baudelaire) es un cenotafio inaugurado el 26 de octubre de 1902 en el cementerio de Montparnasse, en el distrito 14 de París, en honor del poeta Charles Baudelaire. La escultura, obra de José de Charmoy, fue sufragado con el fruto de una recolección pública que se puso en marcha el 1 de agosto de 1892 por León Deschamps en La Plume, previamente la idea ya se había planteado, por iniciativa de otros, como (Leon Cladel, Roger Marx). A pesar del compromiso de Augusto Rodin para realizar el trabajo, y del apoyo de un gran número de hombres de letras de la época, el proyecto fue objeto de un litigio iniciado por Ferdinand Brunetière en la Revue des Deux Mondes el 1 de septiembre siguiente, y tardara diez años, hasta que finalmente se materializó bajo el cincel de un escultor de menos renombre. 